# Dorothy Dandridge
Dorothy Jean Dandridge (ur. 9 listopada 1922 w Cleveland, zm. 8 września 1965 w West Hollywood) – amerykańska aktorka, pierwsza czarnoskóra aktorka nominowana do Oscara w kategorii Najlepsza Aktorka Pierwszoplanowa. Nominację otrzymała za rolę w musicalu Czarna Carmen (1954) Ottona Premingera.
Zaczęła występować z siostrą Vivian, m.in. jako Dandridge Sisters.
Wystąpiła w filmie Sun Valley Serenade w jednej z wersji Chattanooga Choo Choo z Nicholas Brothers.
Zmarła w niejasnych okolicznościach, albo przedawkowała środek antydepresyjny  imipraminę (Tofranil), albo w wyniku zatoru tłuszczowego spowodowanego pęknięciem kości w stopie.